# Diritto canadese
Il diritto canadese è fondato sul sistema di common law britannico ereditato come ex colonia britannica. Il diritto canadese ha tre caratteristiche distintive. Si tratta prima di tutto di un diritto federativo, vale a dire, si applicano norme di legge separate a seconda che il soggetto rientri nella giurisdizione del governo federale o delle province. In definitiva è un diritto bilingue; è influenzato dalla tradizione del common law e da quella del civil law. In generale, il diritto pubblico è influenzato principalmente dalla tradizione del common law, mentre il civil law è presente nel diritto privato, soprattutto nella provincia del Québec.
La fonte principale del diritto canadese è la Costituzione del Canada.

## Storia giuridica

### Lo stato del Canada
La Provincia del Canada (in francese: Province du Canada, in inglese Province of Canada) è stata una colonia britannica nel Nord America dal 1841 al 1867. È stato creato attraverso l'unione delle colonie britanniche del Basso Canada e dell'Alto Canada. Queste ex colonie erano anche chiamate ufficiosamente Canada orientale (per il Basso Canada) e Canada occidentale (per l'Alto Canada). Il Basso Canada e l'Alto Canada furono fusi nel 1841 dall'Atto di Unione Britannico del 1840 per formare la Provincia del Canada.
Come parte della Confederazione canadese, la Provincia del Canada fu incorporata nel nuovo stato canadese nel 1867 dal quale si formarono le province separate del Québec e dell'Ontario. Con l'approvazione della regina Vittoria delle Leggi sul Nord America Britannico da parte del Parlamento britannico, il processo legislativo fu completato il 29 marzo 1867. La legge che univa la provincia del Canada con le colonie del Nuovo Brunswick e della Nuova Scozia entrò in vigore il 1º luglio 1867. Ha sostituito l'Atto di Unione del 1840, che ha unito l'Alto Canada e il Basso Canada nella provincia del Canada. La Legge sul Nord America Britannico ha dato al Canada un'autonomia significativamente maggiore rispetto a prima, ma la Commissione di giustizia del Consiglio privato britannico è rimasta la più alta corte d'appello e la costituzione poteva essere modificata solo dal parlamento britannico. La Corte suprema del Canada iniziò ad operare il 18 novembre 1875.
Il Canada ha acquisito sempre più autonomia nel tempo e ha ottenuto l'indipendenza quasi completa con lo Statuto di Westminster nel 1931. Dal 1933 la Corte suprema del Canada è stata l'ultima istanza in materia penale e dal 1949 anche in tutti gli altri casi. Con il Canada Act 1982, il paese ha anche ottenuto l'indipendenza costituzionale. La costituzione del Canada è composta da una serie di leggi e tradizioni non scritte.

### Common law
Tutte le province e territori del Canada, ad eccezione del Québec nel diritto privato, hanno un sistema legale basato sul common law. Oltre al common law in senso stretto, i tribunali hanno anche il diritto di prendere decisioni di equità basate sull'equità e di sviluppare il diritto di conseguenza. Come di consueto in tutti gli altri paesi che utilizzano il sistema di common law, il sistema di stare decisis si applica anche in Canada. Ciò significa che i tribunali non possono semplicemente ribaltare decisioni precedenti senza giustificazione.
I tribunali inferiori e superiori delle province non sono vincolati dalle decisioni dei tribunali delle altre province. Le loro decisioni sono considerate fonti di diritto appropriate e sono spesso trattate come se fossero vincolanti. Solo la Corte suprema del Canada ha l'autorità di vincolare tutti gli altri tribunali del paese. I tribunali come la Corte d'appello dell'Ontario, sono spesso usati come modello quando si tratta di questioni di diritto sovra-provinciale, specialmente in questioni come il diritto penale.
Se ci sono poche o nessuna decisione canadese in una particolare area del diritto, vengono utilizzate anche le decisioni dei tribunali stranieri dei paesi della giurisdizione di common law, per lo più decisioni dei tribunali britannici, preferibilmente quelle della Corte d'appello d'Inghilterra e Galles e quelle della Camera dei lord. Nell'area del diritto costituzionale o del diritto sulla privacy, tuttavia, vengono spesso utilizzate anche decisioni dei tribunali statunitensi, poiché molti sviluppi legali e storici in questo settore sono iniziati lì.
Poiché il Canada era una colonia del Regno Unito, le decisioni prese dalla Camera dei lord prima del 1867 (la fondazione del Canada) sono ancora vincolanti a meno che la stessa questione legale non sia stata riprogrammata dalla Corte Suprema del Canada. Inoltre, la giurisdizione del Canada è ancora vincolata dalle decisioni del Privy Council prima del 1949, poiché fino ad allora era la più alta corte d'appello. Ancora oggi, le decisioni di questo organo sono utilizzate come fonte di diritto.
I reati sono tutti previsti dal diritto penale federale o provinciale scritto. Un'eccezione è il reato di "disprezzo del tribunale", che è l'ultimo reato non contro uno statuto scritto, ma un reato ai sensi del common law non scritto.

### Il sistema di diritto privato del Québec
Per ragioni storiche, nel Québec francofono si è sviluppato un sistema legale ibrido. Qui, il diritto privato (= diritto civile) segue il principio di diritto così come viene applicato nell'Europa continentale. Nel diritto civile della tradizione romana, al caso specifico si applicano norme astratte, invece di dedurre regole da decisioni di casi individuali, come nella common law. In inglese questo sistema è denominato Civil Law o Continental Law. Questo sistema è stato introdotto per la prima volta nella Nuova Francia, l'attuale Québec, dal Coutume de Paris. Oggi gran parte del diritto privato del Québec è codificato nel Code civil du Québec (Codice civile del Québec).
Dopo la caduta della Nuova Francia nel corso della conquista britannica nel 1760, nel settore del diritto pubblico fu applicata la common law. La ripartizione della competenza legislativa tra parlamento federale e provinciale non dipende unicamente dal fatto che la materia legislativa debba essere assegnata al diritto pubblico o privato. Pertanto, le leggi provinciali che incidono sul diritto pubblico dovrebbero essere interpretate secondo le tradizioni del common law. Le leggi del Parlamento federale che riguardano questioni di diritto privato, tuttavia, quando applicate in Québec, devono essere interpretate alla luce del diritto civile franco-romano e i loro termini legali devono essere allineati al codice civile del Québec.
A causa del sistema legale unico del Québec, gli avvocati devono essere ben istruiti sia nel common law che nel diritto civile romano, altrimenti potrebbero non essere in grado di esercitare efficacemente in Québec.

## Costituzione del Canada
La costituzione canadese è un concetto convenzionale. In quanto tale, il paese non ha una Costituzione. La cosiddetta Costituzione è costituita interamente da leggi costituzionali correlate. Più precisamente, contiene una fusione di leggi codificate e leggi consuetudinarie - Common Law - riguardanti convenzioni e tradizioni, e quindi fa del Canada un paese con un doppio diritto. Inoltre, descrive il sistema governativo del Canada così come i diritti civili di tutti i cittadini canadesi.

## Base giuridica
Il diritto canadese applicabile è influenzato da quattro fonti:
- Legislazione
- Giurisprudenza
- Dottrine
- Usanze/Tradizioni

La base giuridica del Canada si basa sulla Costituzione del Canada. Consiste di testi scritti e tradizioni e accordi non scritti provenienti dal diritto inglese e la cui rilevanza nel diritto canadese è stata confermata dalla pratica giudiziaria basata sul primo paragrafo del preambolo dell'atto costituzionale del 1867:
Le province del Canada, della Nuova Scozia e del Nuovo Brunswick hanno espresso il desiderio di unirsi in un unico Dominio sotto la corona del Regno Unito di Gran Bretagna e Irlanda con una Costituzione simile a quella del Regno Unito.
Molte leggi o tradizioni britanniche che erano in vigore nel 1867 sono ancora oggi parte integrante del sistema legale canadese. Ad esempio, molte delle istituzioni politiche che esistono oggi hanno le loro radici nelle tradizioni del XIX secolo nel Regno Unito e in tutto l'Impero britannico. La maggior parte di queste leggi e tradizioni britanniche non sono rappresentate per iscritto da nessuna parte nel diritto canadese, tranne che nella pratica giudiziaria. Il Bill of Rights 1689 garantisce ai canadesi alcuni diritti fondamentali, come la libertà di parola, la libertà di stampa, il suffragio e il principio dell'Habeas Corpus. I diritti di tutti gli uomini e le donne canadesi sono riconosciuti dalla Carta canadese dei diritti e delle libertà in vigore dal 1982. Di conseguenza, oltre ai diritti dichiarati per iscritto nei testi costituzionali, esiste una teoria nella giurisprudenza canadese che introduce diritti inerenti alla Costituzione, meglio noti come diritti impliciti. Essa prevale fintanto che non è contraddetta dalle disposizioni scritte della Costituzione stessa o da una legge approvata dal Parlamento o dal legislatore provinciale.
La dualità della legge è una caratteristica specifica del diritto canadese. La common law è un diritto civile unificato in Canada, come nella maggior parte dei paesi anglosassoni, ad eccezione della provincia del Quebec, dove il primato appartiene esclusivamente al codice civile del Quebec.

## Sistema giudiziario canadese

### Corte suprema del Canada
La Corte suprema del Canada è la più alta corte del paese e, come tale, funge da tribunale nazionale di ultima istanza.
Prima del 1949, le controversie potevano essere appellate al Comitato giudiziario del Consiglio privato nel Regno Unito. In effetti, alcuni casi hanno completamente evitato di passare per la Corte suprema del Canada e sono andati direttamente a Londra.

### Sistema giudiziario provinciale
Alcuni tribunali sono definiti come Corte superiori, o Corti - ai sensi dell'articolo 96 della legge costituzionale del 1867. Questa designazione consente al governo federale di nominare i giudici. Al contrario, i giudici dei tribunali inferiori, comunemente indicati come provinciali, sono nominati dai rispettivi governi provinciali.
Sebbene i giudici della Corte suprema siano nominati attraverso il meccanismo federale, questi tribunali sono effettivamente amministrati (e pagati) dalle province. Ogni provincia, come tutti e tre i territori, ha la propria corte d'appello.

### Sistema giudiziario federale
Il sistema giudiziario federale, a differenza di altri tribunali costituzionalmente sotto la giurisdizione delle province - deriva da leggi federali, e ha giurisdizione esclusiva su alcune controversie che ricadono sotto l'autorità costituzionale federale (ad esempio l immigrazione, leggi marittime, brevetti per invenzioni, telecomunicazioni, autorità fiscali federali, ecc.).

### Sistema giudiziario militare
Il Codice di disciplina militare, che costituisce circa il 50% dell'NDA (National Defense Act, in italiano: Legge sulla difesa nazionale), è il fondamento del sistema giudiziario militare canadese. Stabilisce poteri disciplinari e descrive i reati militari, le pene, i poteri di arresto, nonché l'organizzazione e le procedure dei tribunali militari, dei ricorsi e dei riesami post-processuali".
"Nonostante il potere del Parlamento di stabilire e amministrare un sistema giudiziario militare, il governo federale è anche tenuto a rispettare le altre leggi costituzionali, comprese le protezioni della Carta. Come cittadini canadesi, i membri delle Canadian Forces godono di tutti i diritti e le libertà garantiti dalla Carta"